# 比爾甘傑烏帕齊拉
比爾甘傑乌帕齐拉是孟加拉国迪納傑布爾縣的一个乌帕齐拉，位於朗布爾专区的迪納傑布爾縣。。

## 人口
據1991年孟加拉國人口普查，比爾甘傑共有戶數42,323戶，人口231305人。其中男性佔比51.77%，女性佔比48.23%；成年人口111,160人。該地7歲以上人口之平均識字率為25.0%。